# Akira Terao
Akira Terao (寺尾 聰 Terao Akira?, n. 18 mai 1947, Yokohama, Japonia) este un muzician, cântăreț și actor de film japonez. A fost distins atât cu premiul Japan Record Award (pentru activitatea muzicală), cât și cu premiul Academiei Japoneze de Film pentru cel mai bun actor (pentru activitatea actoricească).

## Biografie
S-a născut în anul 1947 în orașul Yokohama (prefectura Kanagawa) din Japonia, ca fiu al actorului și regizorului de film Jūkichi Uno (1914-1988). A urmat studii la școlile Wako Gakuen, Liceul Daini al Universității Hosei și a absolvit școala de artă Bunka Gakuin.
În 1964 a format o trupă de group sounds (gen al muzicii rock japoneze) numită The Savage (ザ・サベージ) și a cântat la chitară bas. Trupa a înregistrat în 1966 un album intitulat „Forever, Forever”. Albumul său de debut solo a fost lansat în 1970.
În calitate de cântăreț, Akira Terao este cel mai cunoscut în Japonia pentru hitul Ruby no Yubiwa (ルビーの指環?) și pentru albumul Reflections (リフレクションズ?), care a fost lansat în 1981 și a fost vândut în peste 1,6 milioane de exemplare. Istoricul de film Stuart Galbraith IV, specializat în cultura niponă, considera că, în ciuda popularității, Akira Terao nu a fost decât un „one-hit wonder”.
A debutat ca actor de film în 1968, jucând alături de tatăl său în filmul Kurobe no Taiyō al lui Kei Kumai, în care rolul principal era interpretat de Toshirō Mifune. Și-a continuat cariera de cântăreț, dar, în paralel, a jucat ocazional în filme, devenind cunoscut pentru rolul interpretat în filmul Harakara (1975) al lui Yōji Yamada. A apărut ulterior în mai multe filme regizate de Yamada, dar și în seriale de televiziune. Potrivit istoricului de film Galbraith, Akira Terao era un actor talentat, dar avea, în plus, și un aspect fotogenic: o față lunguiață, un zâmbet larg, „trăsături abătute și expresive și ochi mari și triști”, semănând într-o oarecare măsură cu personajul Heihachi interpretat de Minoru Chiaki în Cei șapte samurai (1954).
Deși nu era actor de meserie, ci artist pop, Terao a fost selectat de regizorul Akira Kurosawa să interpreteze un rol important în filmul Ran (1985). Kurosawa i-a oferit ulterior roluri în filmele Vise (1991), unde a apărut în șase din cele opt episoade, și în Madadayo (1993), unde a fost atât actor, cât și narator al poveștii. Mai târziu, Terao a jucat rolul roninului vesel Ihei Misawa, care așteaptă la un han oprirea ploii pentru a traversa râul și a-și continua călătoria, în filmul Ame agaru (1999), realizat de Takashi Koizumi după scenariul lui Kurosawa. Interpretarea sa din acest film a fost considerată de Galbraith ca „delicată și calmă”, reușind să capteze interesul publicului. Pentru interpretarea acestui rol Akira Terao a obținut mai multe premii pentru cel mai bun actor: premiul Nikkan Sports Film (2000), premiul Asociației Criticilor de Film Asiatici (NETPAC, 2001) și premiul Academiei Japoneze de Film (2001). Terao a colaborat ulterior cu Koizumi în filmul Hakase no aishita sûshiki (2006), în care a interpretat rolul profesorului de matematică care se îndrăgostește de mama singură a unuia dintre elevii săi.
A apărut, de asemenea, în mai multe seriale de televiziune, jucând alături de Kazunari Ninomiya în Yasashii Jikan și de Takuya Kimura în Change (2008). A fost distins în 2005 cu premiul Panglica Albastră pentru cel mai bun actor și cu premiul Academiei Japoneze de Film pentru cel mai bun actor pentru interpretarea sa din Han'ochi (2004). În cursul carierei sale a colaborat cu agențiile de impresariat Horipro și Ishihara International Productions, Inc. și și-a înființat apoi propria sa agenție, Terao Music Offices (寺尾音楽事務所).
În afara premiilor Academiei Japoneze de Film obținute în 2001 și 2005, Akira Terao a mai fost nominalizat de trei ori la acest premiu: pentru cel mai bun actor în rol secundar în 1998 pentru Shitsurakuen (1997) și pentru cel mai bun actor în 2003 pentru Amida-do dayori (2002) și în 2007 pentru Hakase no aishita sûshiki (2006).

### Viața personală
Akira Terao a fost căsătorit cu actrița de origine taiwaneză Bunjaku Han din 1973 până în 1974, căsnicia lor încheindu-se prin divorț. Actuala sa soție este Mayumi Hoshino. Terao este cunoscut pentru purtarea ochelarilor de soare și pentru opiniile sale nihiliste. Deoarece are două alunițe pe un obraz, are porecla de „hoppe” (ボッペ), adică „obraz”.

## Filmografie selectivă

### Filme de cinema
- 1968: Le Soleil de Kurobe (黒部の太陽 Kurobe no Taiyo?), regizat de Kei Kumai - Kenichi[17]
- 1970: Kigeki: Onna wa dokyō (喜劇 女は度胸?), regizat de Azuma Morisaki
- 1975: Harakara (同胞?), regizat de Yōji Yamada
- 1976: Otoko wa tsurai yo: Torajiro yuuyake koyake (男はつらいよ 寅次郎夕焼け小焼け?), regizat de Yōji Yamada
- 1985: Kiken na onnatachi (危険な女たち?), regizat de Yoshitarō Nomura
- 1985: Ran (乱 Ran?), regizat de Akira Kurosawa - Taro Ichimonji[18]
- 1988: Rock yo shizukani nagareyo (ロックよ、静かに流れよ?), regizat de Shunichi Nagasaki
- 1990: Tora-san Takes a Vacation (男はつらいよ 寅次郎の休日 Otoko wa Tsurai yo: Torajirō no Kyūjitsu?), regizat de Yōji Yamada
- 1990: Vise (夢 Yume?), regizat de Akira Kurosawa - „eu”[19]
- 1993: Madadayo (まあだだよ Madadayo?), regizat de Akira Kurosawa - Sawamura/naratorul[20][21]
- 1994: Tsuribaka nisshi 7 (釣りバカ日誌７?), regizat de Tomio Kuriyama
- 1995: Hiroshima (ヒロシマ 原爆投下までの4か月 HIROSHIMA?), regizat de Koreyoshi Kurahara și Roger Spottiswoode
- 1996: Rebirth of Mothra (モスラ Mosura?), regizat de Okihiro Yoneda - medicul[22]
- 1997: Shitsurakuen (失楽園?), regizat de Yoshimitsu Morita
- 1997: Cat's Eye (キャッツ・アイ Kyattsu ai?), regizat de Kaizo Hayashi
- 1999: Après la pluie (雨あがる Ame agaru?), regizat de Takashi Koizumi - Ihei Misawa[15][23]
- 2001: Satorare (サトラレ?), regizat de Katsuyuki Motohiro
- 2001: Tokyo Marigold (東京マリーゴールド Tōkyō Marīgōrudo?), regizat de Jun Ichikawa
- 2001: L'Été noir au Japon (日本の黒い夏─冤罪 Nippon no kuroi natsu: Enzai?), regizat de Kei Kumai
- 2002: Une lettre de la montagne (阿弥陀堂だより Amidado dayori?), regizat de Takashi Koizumi - Takao Ueda[24]
- 2004: Hanochi (半落ち Han-ochi?), regizat de Kiyoshi Sasabe – Soichiro Kaji
- 2004: Casshern (キャシャーン Kyashān?), regizat de Kazuaki Kiriya – prof. Kotaro Azuma
- 2005: Aegis (亡国のイージス Bōkoku no iijisu?), regizat de Junji Sakamoto
- 2005: Into the Sun (イントゥ・ザ・サン?), regizat de Christopher Morrison - Matsuda
- 2006: La Formule préférée du professeur (博士の愛した数式 Hakase no aishita sūshiki?), regizat de Takashi Koizumi - profesorul
- 2009: Samayou Yaiba (さまよう刃 Samayou Yaiba?), regizat de Shouichi Mashiko – Shigeki Nagamine

### Filme de televiziune
- Kunitori Monogatari (1973) – Tokugawa Ieyasu
- Daitokai Series (1976–1979) – a apărut doar în sezoanele 1 și 3
- Seibu Keisatsu (1979) – Takeshi Matsuda, care preferă să i se spună „Rikki”
- Taiyō ni Hoero! Part2 (1986)
- Gunshi Kanbei (2014) – Tokugawa Ieyasu
- Nobunaga Moyu (2016) – Konoe Sakihisa
- Kohaku (2017) – Toshio Arai
- Rikuō (2017) – Haruyuki Iiyama
- Shiroi Kyotō (2019) – prof. Azuma[2]

## Decorații
- Medalia de Onoare cu panglică purpurie (2008)
- Ordinul Soarelui Răsare, cl. a IV-a, raze de aur cu rozetă (2018)